# Ahmed Jaouadi
Ahmed Jaouadi (en árabe: أحمد الجوادي‎; La Marsa, 30 de mayo de 2005) es un deportista tunecino que compite en natación, especialista en el estilo libre.
Ganó dos medallas de oro en el Campeonato Mundial de Natación de 2025 y dos medallas en el Campeonato Mundial de Natación en Piscina Corta de 2024. Participó en los Juegos Olímpicos de París 2024, ocupando el cuarto lugar en los 800 m libre y el sexto en los 1500 m libre.

## Palmarés internacional
| Campeonato Mundial                  | Campeonato Mundial  | Campeonato Mundial | Campeonato Mundial |
| Año                                 | Lugar               | Medalla            | Prueba             |
| ----------------------------------- | ------------------- | ------------------ | ------------------ |
| 2025                                | Singapur (Singapur) | Medalla de oro     | 800 m libre        |
| 2025                                | Singapur (Singapur) | Medalla de oro     | 1500 m libre       |
| Campeonato Mundial en Piscina Corta |                     |                    |                    |
| Año                                 | Lugar               | Medalla            | Prueba             |
| 2024                                | Budapest (Hungría)  | Medalla de oro     | 1500 m libre       |
| 2024                                | Budapest (Hungría)  | Medalla de bronce  | 800 m libre        |